# Campionato italiano di hockey su ghiaccio 1998-1999
Il Campionato italiano di hockey su ghiaccio 1998-99 fu come di consueto organizzato dalla FISG.

## Serie A

### Formula
In campionato le squadre partono con un bonus pari alla metà dei punti conquistati in Alpenliga. La Regular Season è giocata con un'andata e un ritorno. Viene abolito il pareggio e in caso di parità al termine della gara, vengono tirati i rigori per decretare la vincente.

### Formazioni
Il campionato di serie A parte a 9 squadre contrariamente a quanto stabilito nella stagione precedente: Alleghe HC, Asiago Hockey AS, HC Bolzano, Cortina-Milano, Courmaosta, SHC Fassa, HC Lupi Brunico, HC Merano e WSV Vipiteno Broncos.
Il Cortina in questa stagione si fonde con il Milano dando origine al Cortina-Milano, formazione nata dall'accordo tra Alvise Di Canossa (sponsor negli anni precedenti del Milano Saima con la Saima Avandero) e la dirigenza del Cortina. Tutto ciò è reso necessario dalla mancanza, da parte della squadra ampezzana, di un palaghiaccio coperto.

### Regular Season
Tra parentesi i punti in bonus derivanti dall'Alpenliga.

‡: 1 punto di penalità

### Playoff
|  | Quarti di finale | Quarti di finale | Quarti di finale | Quarti di finale | Quarti di finale | Quarti di finale | Quarti di finale |  |  | Semifinali       | Semifinali       | Semifinali       | Semifinali       | Semifinali | Semifinali | Semifinali |   |    | Finale  | Finale  | Finale  | Finale  | Finale | Finale | Finale |  |
|  |                  |                  |                  |                  |                  |                  |                  |  |  |                  |                  |                  |                  |            |            |            |   |    |         |         |         |         |        |        |        |  |
|  | Bolzano          | Bolzano          | Bolzano          | Bolzano          | 6                | 11               | 8                |  |  |                  |                  |                  |                  |            |            |            |   |    |         |         |         |         |        |        |        |  |
|  | Bruneck-Brunico  | Bruneck-Brunico  | Bruneck-Brunico  | Bruneck-Brunico  | 2                | 4                | 1                |  |  | Bolzano          | Bolzano          | Bolzano          | Bolzano          | 5†         | 3          | 5          |   |    |         |         |         |         |        |        |        |  |
|  | 4                | Asiago           | Asiago           | Asiago           | 0                | 3                | 3                |  |  | Vipiteno Broncos | Vipiteno Broncos | Vipiteno Broncos | Vipiteno Broncos | 4          | 2          | 1          |   |    |         |         |         |         |        |        |        |  |
|  | 5                | Vipiteno Broncos | Vipiteno Broncos | Vipiteno Broncos | 4                | 4                | 4                |  |  |                  |                  |                  |                  |            |            |            |   |    | Bolzano | Bolzano | Bolzano | Bolzano | 3      | 2      | 5      |  |
|  | 2                | Merano           | Merano           | Merano           | 9                | 4†               | 4                |  |  |                  |                  | Merano           | Merano           | Merano     | Merano     | 6          | 3 | 6† |         |         |         |         |        |        |        |  |
|  | 7                | Alleghe          | Alleghe          | Alleghe          | 1                | 3                | 2                |  |  | Merano           | Merano           | Merano           | 4                | 6          | 6          | 7          |   |    |         |         |         |         |        |        |        |  |
|  | 3                | Cortina-Milano   | 3                | 2‡               | 5                | 4                | 2                |  |  | Cortina-Milano   | Cortina-Milano   | Cortina-Milano   | 1                | 3          | 7†         | 2          |   |    |         |         |         |         |        |        |        |  |
|  | 6                | Fassa Falcons    | 4                | 1                | 2                | 5                | 0                |  |  |                  |                  |                  |                  |            |            |            |   |    |         |         |         |         |        |        |        |  |

†: partita terminata ai tempi supplementari; ‡: partita terminata ai tiri di rigore

#### Finale
In gara-1 di finale (8 aprile 1999), al Palaonda, Merano vince contro ogni pronostico per 6-3. Merano che si porta in vantaggio con Brian McColgan, ma Bolzano pareggia con Doug Derraugh e si porta poi sul 2-1 con Sergei Vostrikov. Paul Di Francesco porta a 3 le marcature dei padroni di casa. A questo punto c'è il crollo bolzanino: in sequenza per gli ospiti segnano Pierangelo Cibien, Jens Nordin, doppietta di Ryan Duthie e Jari Torkki.
Merano ribadisce la propria supremazia in gara-2, giocata il 10 aprile, vincendo alla MeranArena per 3-2, in una gara nervosa nella quale vengono assegnate a Massimo Ansoldi e a Lucio Topatigh penalità partita.

Al vantaggio biancorosso di Brian Loney, risponde Ryan Duthie con una doppietta che porta le aquile sul 2-1. Nuovo pareggio bolzanino con Doug Derraugh e definitivo gol vittoria dei padroni di casa con Markus Brunner. Rete a lungo contestata dal Bolzano perché il disco non sembra entrato nella gabbia.
Si ritorna nel capoluogo alto atesino, il 13 aprile 1999. Gara-3 non risparmia emozioni: dopo il vantaggio del Merano con Dmitri Gogolev, Bolzano recupera e si porta sul momentaneo 2-1 grazie alle reti di Brian Loney e Georg Comploi. Ma i meranesi pareggiano con Dmitri Gogolev. Lucio Topatigh riporta in vantaggio i biancorossi, ma Ryan Duthie e Markus Brunner capovolgono la situazione fissando momentaneamente il risultato sul 4-3 per gli ospiti. Bolzano non si perde d'animo e con i gol di Doug Derraugh e Igor Maslennikov ribalta di nuovo la situazione portandosi sul 5-4. Merano non vuole farsi sfuggire la ghiotta occasione di conquistare il tricolore e torna a segnare con Richard Laplante. Al termine dei tempi regolamentari la gara si conclude sul 5-5. Ai supplementari Merano trova il gol decisivo del 6-5 con Jari Torkki, che chiude la Serie e permette alle aquile di conquistare il loro secondo scudetto.
 L'Hockey Club Merano vince il suo secondo scudetto.

Formazione Campione d'Italia: Massimo Ansoldi - Christian Borgatello - Luca Ansoldi - Massimiliano Boriero - Markus Brunner - Scott Campbell - Christian Campeau - Pierangelo Cibien - Luigi Da Corte Zandatina - Ryan Duthie - Harald Egger - Martin Götsch - Dimitri Gogolev - Ingemar Gruber - Jason Jennings - Richard Laplante - Åke Lilljebjörn - Brian McColgan - Karel Metelka - Willy Niederegger - Jens Nordin - Roland Pircher - Christian Timpone - Jari Torkki - Mikhail Volkov.

Allenatore: Miroslav Frycer.

#### Finale 3º/4º posto
|  | Finale 3º/4º posto |                  |                  |   |    |  |
|  |                    |                  |                  |   |    |  |
|  | 3                  | Cortina-Milano   | Cortina-Milano   | 4 | 7  |  |
|  | 5                  | Vipiteno Broncos | Vipiteno Broncos | 8 | 11 |  |

La terza piazza va al Vipiteno.

### Classifica finale
| Pos. | Squadra          |
| ---- | ---------------- |
| 1    | Merano           |
| 2    | Bolzano          |
| 3    | Vipiteno Broncos |
| 4    | Cortina-Milano   |
| 5    | Asiago           |
| 6    | Fassa Falcons    |
| 7    | Alleghe          |
| 8    | Bruneck-Brunico  |
| 9    | CourmAosta       |

### Marcatori
La testa della classifica marcatori è conquistata da Lucio Topatigh del Bolzano con 52 punti (22 gol e 30 assist), poi Richard Laplante (Merano, 45 p.ti, 24 + 21), Martin Pavlu (Bolzano, 45 p.ti, 14 + 31), Sergei Vostrikov (Bolzano, 45 p.ti, 19 + 26) e Dmitri Gogolev (Merano, 41 p.ti, 18 + 23).

## Serie A2

### Formazioni
La serie A2 vede iscritte 8 squadre: HC Laces Val Venosta, HC Auronzo, Amatori Asiago, EV Bozen 84, HC Valpellice, HC Feltreghiaccio, HC Como e USG Zoldo.

### Formula
Dopo una prima fase, le squadre vengono suddivise in due gruppi, dove le prime due classificate di ogni gruppo accedono alle semifinali playoff.

### Seconda fase

#### Girone A
Como e Val Venosta ai playoff.

#### Girone B
Auronzo e Zoldo (che terminano il girone a pari punti) si qualificano per i playoff.

### Playoff
|  | Semifinali | Semifinali  | Semifinali  | Semifinali | Semifinali |  |  | Finale  | Finale  | Finale  | Finale | Finale | Finale | Finale |  |
|  |            |             |             |            |            |  |  |         |         |         |        |        |        |        |  |
|  | 1A         | Como        | 8           | 1          | 4          |  |  |         |         |         |        |        |        |        |  |
|  | 2B         | Zoldo       | 2           | 7          | 2          |  |  | Como    | Como    | Como    | 2      | 2      | 4      | 2      |  |
|  | 1B         | Auronzo     | Auronzo     | 5‡         | 3†         |  |  | Auronzo | Auronzo | Auronzo | 3      | 4      | 1      | 5      |  |
|  | 2A         | Val Venosta | Val Venosta | 4          | 2          |  |  |         |         |         |        |        |        |        |  |

†: partita terminata ai tempi supplementari; ‡: partita terminata ai tiri di rigore

#### Finale
| 7 marzo 1999  |                       |         |
| Auronzo       | 3 - 2 (1-0, 1-0, 1-2) | Como    |
| 9 marzo 1999  |                       |         |
| Como          | 2 - 4 (2-2, 0-1, 0-1) | Auronzo |
| 11 marzo 1999 |                       |         |
| Auronzo       | 1 - 4 (0-1, 0-2, 1-1) | Como    |
| 14 marzo 1999 |                       |         |
| Como          | 2 - 5 (0-2, 1-1, 1-2) | Auronzo |

L'HC Auronzo vince la serie A2 1998/99.
Formazione campione della serie A2:

Federico Adami, Luca Belladore, Federico Barnabò, Massimo Carpano, Diego Da Prà, Enrico Da Rin, Michele De Luca, Massimo Gagliardi, Alex Ghedina, Gianni Gnudi, Vittore Larese De Pasqua, Eugenio Larese Roia, Aurelio Manaigo, Marco Mariani, Mario Monti Cavaller, Diego Pocklener, Tommaso Teofoli, Vladimiro Vecellio, Stefano Vecellio Segate, Dion Wandler, Luigi Zandegiacomo, Diego Zandegiacomo Caneva, Osvaldo Zandegiacomo Caneva, Alessio Zandegiacomo M., Andrea Zandegiacomo M., Marco Zandegiacomo M., Stefano Zandegiacomo M., Andrea Zandegiacomo T., Demis Zanol, Loris Zanol.

#### Finale 3º/4º posto
|  | Finale 3º/4º posto |             |             |    |   |  |
|  |                    |             |             |    |   |  |
|  | 2A                 | Val Venosta | Val Venosta | 5‡ | 9 |  |
|  | 2B                 | Zoldo       | Zoldo       | 0  | 4 |  |

‡: a tavolino

### Marcatori
S. Meneghetti (Zoldo) 42 punti, Vasiko (Val Pellice) 39 punti, Silva (Como) 37 punti, B.Meneghetti (Zoldo) 34 punti, Trinetti (Asiago) 34 punti, Egger (Bozen 84) 32 punti, Sulk (Val Venosta) 31 punti, V.Larese (Auronzo) 28 punti.

## Serie B

### Formazioni
Sono iscritte 15 squadre, suddivise in due gironi.

### Finale
La serie B viene vinta dall'SV Renon.
Formazione campione della serie B:

Walter Burger, Harald Fink, Paul Goller, Laurin Hermeter, Wolfgang Holzner, Georg Mur, Roland Mur, Albert Niederstätter, Julis Niederstätter, Klaus Pichler, Robert Prabst, Florian Ramoser, Werner Ramoser, Luca Rasom, Patrick Santin, Emanuel Scelfo, Roberto Scelfo, Alex Schmidt, Patrick Schrott, Wolfgang Stabler, Kurt Vigl, Bernhard Wenter, Dietmar Wieser.